# Штелле (Харбург)
Штелле (нем. Stelle) — община в Германии, в земле Нижняя Саксония.
Входит в состав района Харбург. Население составляет 11 044 человека (на 31 декабря 2010 года). Занимает площадь 38,50 км².
Коммуна подразделяется на 7 сельских округов.